# Iraina Mancini
Iraina Mancini es una cantante, actriz, DJ, presentadora de radio y modelo, nacida en Londres, Reino Unido, el 30 de enero de 1983. Es hija de Warren Peace, quién fuera amigo de la infancia y más tarde compañero de gira de David Bowie.

## Carrera Musical
La primera banda de Iraina fue "Mancini", un grupo de pop electrónico que debutó en el reality show musical Mobile Act Unsigned de Channel 4, obteniendo un contrato para grabar un álbum con el productor Jagz Kooner. Después de que Mancini se disolvió, Iraina se mudó a Liverpool y comenzó una banda llamada "The Venus Fury" con ex miembros de The Zutons y The Dead 60s. El 19 de junio de 2020, los músicos electrónicos BT y Matt Fax lanzaron un sencillo doble,1AM in Paris / The War, en el que Iraina puso su voz en "The War", que apareció en el álbum The Lost Art of Longing.
Luego de una tanda de presentaciones con una nueva banda de sesionistas en diversos reductos de Liverpool y Londres, en 2018 Iraina lanzó nueva música (su material debut como solista): un tema titulado "Undercover", co-escrito y producido por Jagz Kooner, al que le seguirían los sencillos "Lovers in the Dark" (publicado en 2019 y descrito por la prensa del género como inspirado por Phil Spector), presentando un psicodélico video dirigido por Marc Swadel (de previo trabajo con Portishead, Sonic Youth, Nick Cave, Iggy and the Stooges y Libertines),"Shotgun", ya en 2020 (cuyo video oficial fue grabado en parte con una cámara 8mm y con su iPhone por la propia Mancini), "Deep End" (fuertemente inspirado por el pop francés de los sesentas, según el sitio especializado "Clash Music" -que lo eligió oportunamente como su canción destacada del día- y que contó con un video de estética retro propio de las películas de espionaje de dicha década, dirigido por Edward Harber) y "Do It (You stole the Rhythm)". Su música toma influencias del cine francés de los 60, la psicodelia, Serge Gainsbourg y las chicas francesas yeyé. Todos aquellos sencillos han aparecido asiduamente en la lista de reproducción oficial de BBC 6 Music y Radio 2.
En 2022 editó la canción "Undo the Blue", un tema nuevamente producido por Jagz Kooner.
Iraina también es DJ especializada en los ritmos Northern Soul, Rhythm and Blues, Ska, Funk y Latin Boogaloo. Ha tocado en Londres e internacionalmente en festivales de música y cine como el Festival de Cine de Toronto, Glastonbury y The Secret Garden Party. Mancini también ha tocado para marcas como GQ, American Express y Samsung.

## Experiencia como actriz
Su debut como actriz llegaría en 2013 bajo la dirección de la dupla Hudson/Albone, en el corto "Anna", que protagoniza junto a Josh Taylor y que se filmó en Brighton

## Experiencia en radio
También condujo un especial mensual radial llamado "Soul Box" en el este de Londres con Eddie Piller y el fotógrafo de moda Dean Chalkley. Iraina también presenta su propio programa de radio mensual en Soho Radio, especializándose en su amor por el soul y entrevistando a personas del mundo de la música, la moda, el arte y el periodismo.